# Муйчин, Эдин
Эдин Муйчин (босн. Edin Mujčin; род. 14 января 1970, Брод) — боснийский футболист, выступавший на позиции полузащитника.

## Биография
Во взрослом футболе Муйчин дебютировал в 1986 году, тогда он начал выступать в низших лигах Югославии за команду «Полет 1926» из своего родного города Брод. В период начала Боснийской войны перебрался в Хорватию, где и провёл большую часть своей карьеры. Первым хорватским клубом Эдина стала «Марсония». Впоследствии он перешёл в один из лучших хорватских клубов — загребское «Динамо», однако эта команда в момент перехода Муйчина носила название «Кроация». Провёл в этом клубе шесть лет, считался одним из основных игроков команды. За это время Муйчин пять раз стал чемпионом Хорватии, а также трижды становился обладателем Кубка Хорватии. В 2001 году покинул Хорватию и перебрался в японский клуб «ДЖЕФ Юнайтед Итихара Тиба», однако уже спустя один сезон вернулся обратно в «Динамо». Он провёл в Загребе ещё три года и за это время ещё по одному разу выиграл чемпионат Хорватии и Кубок Хорватии. Летом 2005 года перешёл в другой клуб высшего хорватского дивизиона — «Камен Инград», где провёл два года. После этого Муйчин также играл за клубы «Локомотива» и «Лучко», в сезоне 2009/10 защищал цвета любительского «Савски Мароф». По окончании сезона 2010/11 Муйчин завершил игровую карьеру, его последним клубом стала «Зелина».
Эдин смог выступить и в составе Боснии и Герцеговины. 8 июня 1997 он дебютировал в её составе в официальных матчах. Это произошло в игре отборочного турнира на чемпионат мира 1998 года против сборной Дании, встреча закончилась поражением 0:2. 20 августа того же года Муйчин забил свой единственный гол за сборную. В сумме же он провёл в её составе 24 матча.

## Достижения
«Динамо» Загреб
- Чемпион Хорватии (6): 1995/96, 1996/97, 1997/98, 1998/99, 1999/00, 2002/03
- Победитель Кубка Хорватии (4): 1995/96, 1996/97, 1997/98, 2003/04
- Победитель Суперкубка Хорватии (2): 2002, 2003